# Période 3 du tableau périodique
La période 3 du tableau périodique est la troisième ligne, ou période, du tableau périodique des éléments. Elle contient des éléments du bloc s et du bloc p :
| Élément chimique | Élément chimique | Élément chimique | Famille d'éléments     | Configuration électronique[1] |
| ---------------- | ---------------- | ---------------- | ---------------------- | ----------------------------- |
| 11               | Na               | Sodium           | Métal alcalin          | [Ne] 3s1                      |
| 12               | Mg               | Magnésium        | Métal alcalino-terreux | [Ne] 3s2                      |
| 13               | Al               | Aluminium        | Métal pauvre           | [Ne] 3s2 3p1                  |
| 14               | Si               | Silicium         | Métalloïde             | [Ne] 3s2 3p2                  |
| 15               | P                | Phosphore        | Non-métal              | [Ne] 3s2 3p3                  |
| 16               | S                | Soufre           | Non-métal              | [Ne] 3s2 3p4                  |
| 17               | Cl               | Chlore           | Halogène               | [Ne] 3s2 3p5                  |
| 18               | Ar               | Argon            | Gaz noble              | [Ne] 3s2 3p6                  |